# YouTube
YouTube er en online video platform og socialt medie med hovedsæde i San Bruno i Californien, USA. Tjenesten blev udviklet af de tidligere PayPal-medarbejdere Steve Chen, Chad Hurley og Jawed Karim og åbnede den 14. februar 2005. Tjenesten blev i november 2006 købt af Google for 1,65 mia $.
YouTube er - efter Google.com - verdens næstmest besøgte hjemmeside og har mere end 2,5 mia. månedlige besøgende der samlet ser mere end en milliard timer videoer dagligt.
Brugerne kan uploade videoer på platformen og kommentere og abonnere på andre brugeres videoer. Videoerne blev vist ved hjælp af Adobe Flash-teknologi men bruger nu HTML5.[kilde mangler] Indholdet på siden varierer fra film- og tv-indslag, musikvideoer til amatøroptagelser og videoblogging også kaldet vlogging.
Manipulering af tal på streaming – visninger – har medier skrevet om..

## Historie
YouTube blev grundlagt 14. februar 2005 af Steve Chen (f. 1978), Chad Hurley (f. 1977) og Jawed Karim (f. 1979) og fik i november 2005 startkapital fra Sequoia Capital. Hjemmesiden blev startet måneden efter, i december 2005 af tre tidligere ansatte hos PayPal.
Den første video på YouTube blev uploadet den 24. april 2005. Det er en kort video (18 sekunder), kaldet "Me at the zoo", hvor en bruger viser nogle elefanter i en zoologisk have. Pr. oktober 2021 har videoen godt 188 millioner visninger.
I løbet af få måneder havde servicen millioner af brugere.[kilde mangler]
I starten ansås servicen som en konkurrent til Google Video, men Google annoncerede i oktober 2006, at de ville købe YouTube for 1,65 mia. USD i Google-aktier. Overtagelsen blev gennemført samme måned.
Den nuværende administrerende direktør er Neal Mohan.

## Brug af siden
Uregistrerede brugere kan se de fleste videoklip på siden, idet visse klip kun er tilgængelige for registrerede brugere, der er fyldt 18 år (f.eks. klip med seksuelle antydninger). Registrerede brugere kan uploade et ubegrænset antal klip. Klip med pornografi, nøgenhed, kommerciel annoncering og visse andre ting er ikke tilladt, et forbud der dog ikke desto mindre jævnligt bliver overtrådt.[kilde mangler]
Ved søgning sorteres klippene som standard efter "relevans", men der kan også søges på uploadtidspunkt, antal visninger og rating. Desuden har hver bruger en side, hvor man kan se alle de klip, vedkommende har uploadet. Derudover forsyner uploaderne klippene med et eller flere tags, dvs. nøgleord interesserede brugere formodes at søge på.
Ved selve klippene er der udover diverse formalia en boks med uploades kommentarer, mulighed for at andre kan komme med kommentarer og spørgsmål og link til uploadernes nyeste klip og beslægtede klip fra andre.

## Teknik
Teknologien, der bruges til at afspille videoklippene, er baseret på Macromedias Flash Player 7 og bruger Sorenson Spark H.263 videokodeks.[kilde mangler] Da Flash i forvejen er til stede på antaget 90 % af de computere, der har internetadgang, vil de fleste brugere uden problemer kunne afspille klippene. YouTube har dog også tilføjet understøttelse af den åbne web-standard HTML5, men dette er stadig på beta-stadiet.[kilde mangler]
Klip kan uploades i .WMV, .AVI, .MOV, og .MPG format, hvilket vil sige, at de fleste klip optaget med digitalkameraer, videokameraer og mobiltelefoner uden videre kan uploades enten råt eller bearbejdet. Dog er størrelsen begrænset til 15 minutter og 2 GB. Er man en YouTube Partner, kan man uploade ubegrænset video. Efter upload konverteres klippene til .FLV format. Oprindelig fik de som standard opløsningen 320x240 pixels. Fra marts 2008 blev det også muligt at se nogle klip med den højere opløsning 480x360 pixels afhængigt af kvaliteten af de oprindeligt uploadede klip. Det blev endvidere fra 24. november 2008 muligt at indsende videoer i widescreenformat med 960 pixels i bredden. Samtidig 8. december 2008, fik YouTube HD support. Det vil sige at man derefter kunne se videoer i 720p og 1080p. Man kan dog vælge at afspille videoerne i lavere opløsning, hvis man for eksempel har en langsom internetforbindelse. Man kan også se få videoer i 4K.

### Download
YouTube tilbyder ikke selv mulighed for at downloade klippene. Forskellige programmer fra tredjepart muliggør imidlertid download, afspilning og konvertering af klippene.[kilde mangler] Nogle programmer gør det desuden muligt at vælge opløsning eller nøjes med at gemme lyden.

## Youtube-versioner
| Land                       | URL                                                                 | Sprog                | Lanceringsdato     |
| -------------------------- | ------------------------------------------------------------------- | -------------------- | ------------------ |
| Argentina                  | http://ar.youtube.com/ (Webside+ikke+længere+tilgængelig)           | Spansk               | 8. september 2010  |
| Australien                 | http://au.youtube.com/                                              | Engelsk              | 22. oktober 2007   |
| Østrig                     | Tysksproget side                                                    | Tysk                 | 29. marts 2013     |
| Belgien                    | http://be.youtube.com/ (Webside+ikke+længere+tilgængelig)           | Fransk               | 16. november 2011  |
| Brasilien                  | http://br.youtube.com/                                              | Portugisisk          | 19. juni 2007      |
| Bulgarien                  | http://bg.youtube.com/ (Webside+ikke+længere+tilgængelig)           | Bulgarsk             | 17. marts 2014     |
| Canada                     | http://ca.youtube.com/                                              | Engelsk i Fransk     | 6. november 2007   |
| Chile                      | http://cl.youtube.com/                                              | Spansk               | 20. januar 2012    |
| Kina                       | http://cn.youtube.com/ (Webside+ikke+længere+tilgængelig)           | Forenklet kinesisk   | 17. oktober 2007   |
| Colombia                   | http://co.youtube.com/ (Webside+ikke+længere+tilgængelig)           | Spansk               | 30. november 2011  |
| Danmark                    | Dansksproget side                                                   | Dansk                | 17. november 2009  |
| Kroatien                   | http://hr.youtube.com/ (Webside+ikke+længere+tilgængelig)           | Kroatisk             | 17. marts 2014     |
| Tjekkiet                   | http://cz.youtube.com/                                              | Tjekkisk             | 9. oktober 2008    |
| Ecuador                    | http://ec.youtube.com/                                              | Spansk               | 1. december 2011   |
| Egypten                    | http://eg.youtube.com/ (Webside+ikke+længere+tilgængelig)           | Arabisk              | 9. marts 2011      |
| Estland                    | http://ee.youtube.com/ (Webside+ikke+længere+tilgængelig)           | Estisk               | 17. marts 2014     |
| Finland                    | http://fi.youtube.com/                                              | Finsk                | 12. november 2008  |
| Frankrig                   | http://fr.youtube.com/                                              | Fransk               | 19. juni 2007      |
| Tyskland                   | http://de.youtube.com/                                              | Tysk                 | 8. november 2007   |
| Grækenland                 | http://gr.youtube.com/                                              | Græsk                | 1. maj 2012        |
| Hongkong                   | http://hk.youtube.com/                                              | Traditionel kinesisk | 17. oktober 2007   |
| Ungarn                     | http://hu.youtube.com/                                              | Ungarsk              | 29. februar 2012   |
| Indien                     | http://in.youtube.com/                                              | Engelsk              | 7. maj 2008        |
| Irland                     | http://ie.youtube.com/                                              | Engelsk i Irsk       | 19. juni 2007      |
| Israel                     | http://il.youtube.com/                                              | Hebraisk             | 16. september 2008 |
| Italien                    | http://it.youtube.com/                                              | Italiensk            | 19. juni 2007      |
| Japan                      | http://jp.youtube.com/                                              | Japansk              | 19. juni 2007      |
| Kenya                      | http://ke.youtube.com/ (Webside+ikke+længere+tilgængelig)           | Engelsk              | 1. september 2011  |
| Sydkorea                   | http://kr.youtube.com/                                              | Koreansk             | 23. januar 2008    |
| Letland                    | http://lv.youtube.com/ (Webside+ikke+længere+tilgængelig)           | Lettisk              | 17. marts 2014     |
| Litauen                    | http://lt.youtube.com/ (Webside+ikke+længere+tilgængelig)           | Litauisk             | 17. marts 2014     |
| Luxembourg                 | http://lu.youtube.com/ (Webside+ikke+længere+tilgængelig)           | Letzeburgsk          | 1. juli 2014       |
| Marokko                    | http://ma.youtube.com/ (Webside+ikke+længere+tilgængelig)           | Arabisk i Fransk     | 9. marts 2011      |
| Mexico                     | http://mx.youtube.com/                                              | Spansk               | 10. oktober 2007   |
| Holland                    | http://nl.youtube.com/                                              | Hollandsk            | 19. juni 2007      |
| New Zealand                | http://nz.youtube.com/                                              | Engelsk              | 22. oktober 2007   |
| Nigeria                    | http://ng.youtube.com/ (Webside+ikke+længere+tilgængelig)           | Engelsk              | 7. december 2011   |
| Norge                      | http://no.youtube.com/                                              | Norsk                | 17. november 2009  |
| Peru                       | http://pe.youtube.com/ (Webside+ikke+længere+tilgængelig)           | Spansk               | 25. marts 2012     |
| Filippinerne               | http://ph.youtube.com/ (Webside+ikke+længere+tilgængelig)           | Engelsk              | 13. oktober 2011   |
| Polen                      | http://pl.youtube.com/                                              | Polsk                | 19. juni 2007      |
| Portugal                   | http://pt.youtube.com/ (Webside+ikke+længere+tilgængelig)           | Portugisisk          | 10. januar 2009    |
| Rusland                    | http://ru.youtube.com/                                              | Russisk              | 13. november 2007  |
| Saudi-Arabien              | http://sa.youtube.com/ (Webside+ikke+længere+tilgængelig)           | Arabisk              | 9. marts 2011      |
| Singapore                  | http://sg.youtube.com/ (Webside+ikke+længere+tilgængelig)           | Engelsk              | 20. oktober 2011   |
| Slovakiet                  | http://sk.youtube.com/ (Webside+ikke+længere+tilgængelig)           | Slovakisk            | 9. oktober 2008    |
| Slovenien                  | http://si.youtube.com/ (Webside+ikke+længere+tilgængelig)           | Slovensk             | 17. marts 2014     |
| Sydafrika                  | http://za.youtube.com/                                              | Engelsk              | 17. maj 2010       |
| Spanien                    | http://es.youtube.com/                                              | Spansk               | 19. juni 2007      |
| Sverige                    | http://se.youtube.com/                                              | Svensk               | 22. oktober 2008   |
| Schweiz                    | http://ch.youtube.com/ (Webside+ikke+længere+tilgængelig)           | Tysk                 | 29. marts 2013     |
| Republikken Kina           | http://tw.youtube.com/                                              | Traditionel kinesisk | 18. oktober 2007   |
| Tyrkiet                    | http://tr.youtube.com/ Arkiveret 25. april 2009 hos Wayback Machine | Tyrkisk              | 1. oktober 2012    |
| Forenede Arabiske Emirater | http://ae.youtube.com/ (Webside+ikke+længere+tilgængelig)           | Arabisk              | 29. marts 2012     |
| Ukraine                    | http://ua.youtube.com/ (Webside+ikke+længere+tilgængelig)           | Ukrainsk             | 13. december 2012  |
| Storbritannien             | http://uk.youtube.com/                                              | Engelsk              | 19. juni 2007      |
| USA                        | https://www.youtube.com/                                            | Engelsk              | 14. februar 2005   |
| Venezuela                  | http://ve.youtube.com/ (Webside+ikke+længere+tilgængelig)           | Spansk               | 13. december 2012  |

## Vækst
YouTube er blandt de hurtigst voksende netsteder på Internettet. I december 2006 var YouTube listet som det sjette mest besøgte netsted af Alexa. Den 16. juli 2006 bekendtgjorde YouTube at der hver dag bliver set mere end 100 millioner filmklip på siderne. 65.000 nye videoer bliver uploadet hver dag.

## Ophavsretsproblemer
YouTube er omfattet af den amerikanske ophavsretslovgivning, hvorfor klip, der krænker ophavsretslovgivningen fjernes. Særlig i tjenestens tidligere år var det forbundet med vanskelighed at fjerne klip, der krænkede ophavsretten (tv-klip, filmklip, reklamer, musikvideoer, koncerter, klip fra spil etc.), men fra oktober 2007 blev det tilladt for medievirksomheder, at blokere klip berørende deres ophavsret uden at bede om lov først.
Hollywoods holdninger til YouTube er delte, eller som Ian Schafer fra annoncefirmaet Deep Focus sagde det: "The marketing guys love YouTube and the legal guys hate it." (Marketingsfolkene elsker YouTube, og advokaterne hader det.) Mens Quincy Smith fra CBS udtrykte det således: "Hvis jeg fandt en del af et succesfuldt show på YouTube i dag, ville jeg formentlig fjerne det med det samme (...) Hvis jeg havde et show, der ikke gjorde det så godt i seermålingerne, og kunne bruge reklamen, ville jeg ikke have så travlt med det".

## Berømmelse udover YouTube
En række mennesker er blevet berømte og blevet Internet-fænomener på baggrund af deres optræden i YouTube-videoer. Dette referes af og til som "YouTube celebrities" i den engelsksprogede verden,  eller blot YouTuber. Det gælder fx PewDiePie, som laver gaming- og reaktionsvideoer, og Xyla Foxlin, kvindelig amerikansk ingeniør og iværksætter, hvis videoer skal inspirere kvinder til at arbejde med teknologi.